# Yōkai

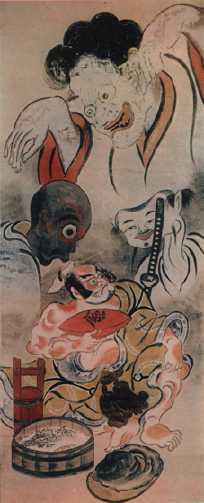
Ukiyo-e, estampe d'un yōkai d'Aotoshi Matsui.

Le terme yōkai (妖怪, « apparition étrange », « spectre », « monstre ») désigne tout ce qui se rapporte à des phénomènes étranges ou anormaux, dont l'existence dépasse la compréhension humaine, dans les croyances populaires transmises par l'intermédiaire de la littérature ou la culture orale au Japon.
Enracinés dans la culture animiste des différentes populations de l'archipel, notamment par l'intermédiaire de la culture autour des kami, divinités du shintoïsme, ces phénomènes se manifestant bien souvent sous la forme d'apparitions fantomatiques ou encore de créatures surnaturelles[style à revoir], les yōkai rythment les phénomènes de la vie quotidienne des vivants ainsi que les phénomènes naturels, plus particulièrement ceux sortant de l'ordinaire.
Culture réprimée dans un premier temps par le gouvernement qui promouvait la modernisation du pays et l'éducation à la rationalité de sa population au cours de la période Meiji, les yōkai sont devenus des éléments emblématiques du folklore populaire japonais, devenant un sujet privilégié de la recherche universitaire. Des éminents chercheurs sur le folklore, tel Kunio Yanagita, ont mis en lumière bon nombre de ces traditions populaires méconnues issus des régions les plus reculées du Japon, faisant l'objet de nombreux recueils et autres documentaires. Aujourd'hui, par l'intermédiaire d'auteurs tels que Shigeru Mizuki, les yōkai font partie intégrante de la culture populaire japonaise, notamment transmise à travers le monde par l'intermédiaire de la littérature ou de l'audiovisuel.

## Origines

### Étymologie
Le mot yōkai est composé des kanjis 妖, « attirant », « ensorcelant » ou « calamité », et 怪, « apparition », « mystère », « méfiant ». Yōkai dérive du chinois : 妖怪 ; pinyin : yāoguài ; litt. « monstre bizarre », également appelé en coréen yogwi (hangul : 요괴), désigne un « être vivant, forme d'existence ou phénomène auquel on peut appliquer les qualificatifs extraordinaire, mystérieux, bizarre, étrange et sinistre ».
Les yokai sont appelés à Okinawa majimun, et les mauvais esprits yanamun[réf. souhaitée].

### Synonymes deyōkai
À la place de yōkai, ils sont aussi appelés ayakashi (妖), mononoke (物の怪), ou mamono (魔物). Le mot mononoke (écrit 物の怪) porte le sens de « monstre », « fantôme » ou « esprit », et le sens littéral signifie « l'esprit d'une chose » ou « chose étrange ». Ce mot est utilisé pour parler d'un événement inexplicable ; en outre, à la fois les objets inanimés et les esprits des humains et des autres créatures peuvent être appelés mononoke. Plusieurs anime font usage des mononoke, le plus célèbre est probablement Princesse Mononoké (où le mot a été simplifié en hiragana : もののけ).
À l'époque d'Edo, les yōkai étaient connus sous le nom de bakemono (化け物, métamorphe, voir les types de yōkai ci-dessous), certains d'entre eux ayant cependant une forme fixe comme les kappa ou les rokurokubi.

## Caractéristiques
Les yōkai ont un comportement qui varie de l'espièglerie à la malveillance et, occasionnellement, ils portent chance ou malchance à ceux qu'ils rencontrent. Ils possèdent souvent des attributs d'animaux, comme le kappa, qui ressemble à une tortue, ou le tengu, qui a des ailes. D'autres fois, ils peuvent avoir des traits plus humains ; quelques-uns ressemblent à des objets inanimés et d'autres n'ont pas de formes perceptibles. Les yōkai ont ordinairement des pouvoirs spirituels surnaturels. La métamorphose est l'un des plus courants. Les yōkai qui ont la capacité de se métamorphoser sont appelés obake.
Les folkloristes et historiens japonais utilisent le terme yōkai pour désigner les « phénomènes surnaturels ou inexplicables pour ceux qui en sont témoins ». Durant l'époque d'Edo, de nombreux artistes, tel Toriyama Sekien, ont créé des yōkai, soit ex nihilo, soit inspirés du folklore. Plusieurs yōkai de leur création (kameosa et amikiri, voir ci-dessous) sont considérés à tort comme des êtres d'origine légendaire.

## Catégories
Il existe une grande variété de yōkai dans le folklore japonais. En général, yōkai est un terme générique, et peut être utilisé pour englober virtuellement tous les monstres et êtres surnaturels, pouvant même inclure des créatures du folklore européen (le bugbear du folklore anglais est souvent inclus dans le folklore japonais au point que quelques-uns croient à tort qu'il en est originaire[réf. nécessaire]).

### Animaux

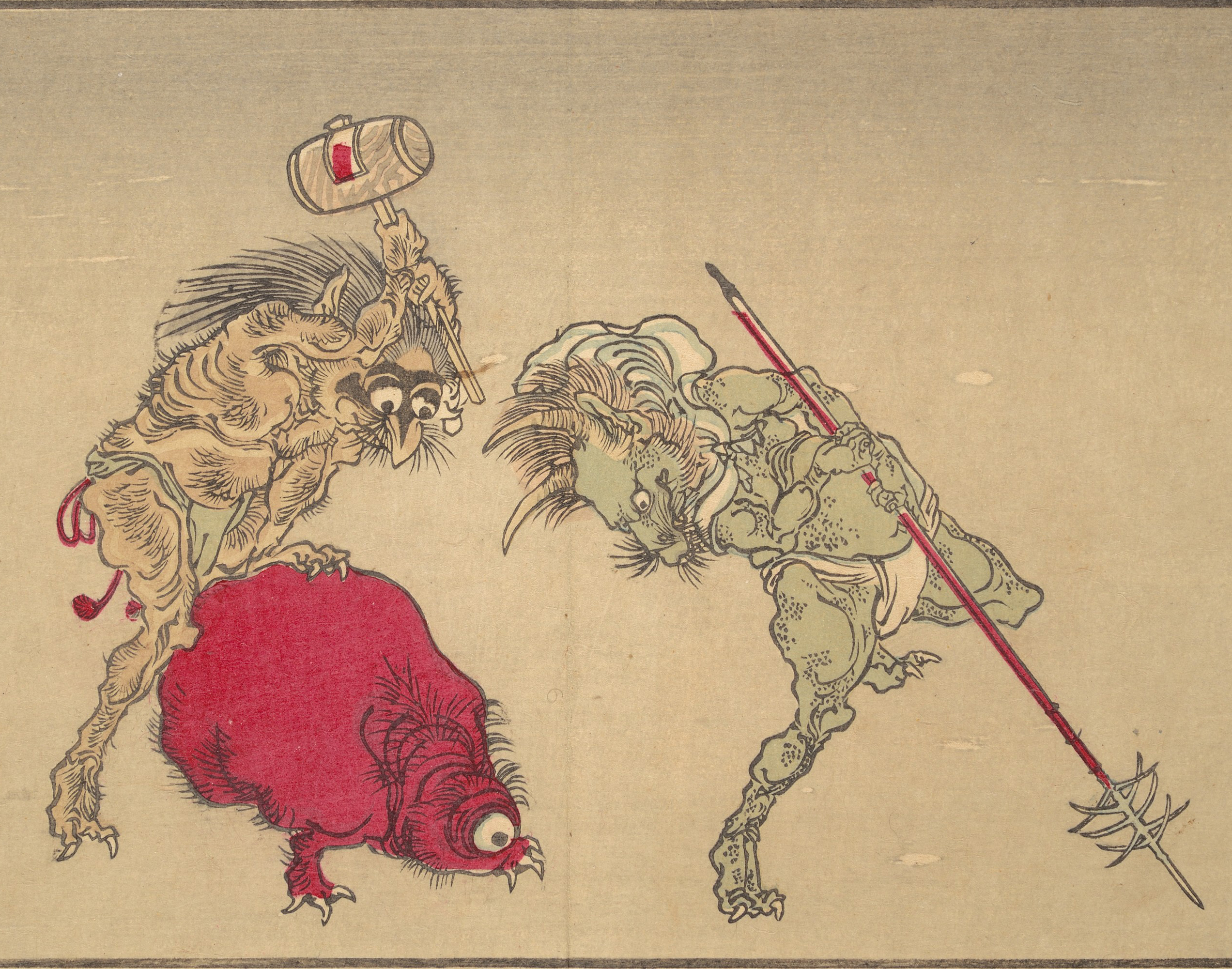
Ukiyo-e, estampe d'un yōkai, par Kawanabe Kyōsai.

Avant la début de la période Meiji, il n’y avait pas de distinction claire entre les animaux sauvages et les autres créatures inventées du folklore japonais. La population pensait alors que les animaux étaient dotés de qualités surnaturelles, acquises généralement après avoir vécu un certain nombre d'années de vie, ou bien par des circonstances particulières. La plupart d'entre eux sont des créatures dotées de métamorphose, désigné en japonais sous le nom de henge (変化), pouvant changer de forme pour tromper les humains.
De nombreuses créatures fantastiques du folklore asiatique, transmises par l'intermédiaire des vieilles encyclopédies ou encore des récits de voyages, sont intégrées au folklore japonais en tant que yōkai, comme le renard à neuf queues. Dans d'autres cas, il s'agit d'animaux considérés comme réels sur le continent asiatique, mais mal interprétés par les auteurs japonais, comme le Shōjō, un terme qui désignait l'orang-outan en Chine et au Viêt Nam, mais qui a pendant longtemps été considéré comme une créature mythologique dans le folklore japonais.
Aujourd’hui, les animaux réels et les yōkai ont tendance à être dissociés et ces derniers sont généralement désignés en japonais par des noms spécifiques, parfois d'anciennes dénominations locales désuètes, comme le Mami (猯), qui désignait autrefois le blaireau, aujourd'hui désigné sous le nom d'anaguma. À l’inverse, certains yōkai ont donné leur nom à des animaux réels, comme le Qilin (麒麟), qui a donné son nom à la girafe (キリン ; Kirin).
Quelques-uns des animaux associés à des yōkai les plus récurrents sont :
- le chien, dit Inu 犬 : Inugami (犬神) « Dieu-chien », Jinmenken (人面犬) « Chien à visage humain » ;
- le chat, dit Neko 猫 : Bakeneko (化け猫) « Chat métamorphe », Nekomata (猫又) ;
- le renard, dit Kitsune 狐 : L’esprit-renard : désigné en japonais sous le nom de :  Bake-gitsune (化け狐) « renard métamorphe », Yôko (妖狐) « démon renard », Kyubi no kitsune (九尾の狐) « Renard à neuf queues » ;
- le tanuki(chien viverrin) 狸 : Bake-danuki (化け狸) « Tanuki métamorphe », Mamedanuki (豆狸) « Tanuki-haricot » (certains traits étaient partagés avec le blaireau, comme le bake-mujina 化け狢, aujourd'hui appelé Mujina 狢) ;
- le loup, dit Ōkami 狼 : Ōkuchi-no-Makami (大口の真神), l’okuri-ōkami (送り狼) ;
- la belette du Japon (Itatsi), dite Itachi 鼬 : Kamaitatchi (鎌鼬), la belette (Mustela nivalis) telle qu’on l’associe en Europe, est désignée sous le nom d’Īzuna 飯綱 :  kuda-gitsune (管狐) « renard-pipe » ;
- le silure, dit Namazu 鯰 : Ōnamazu (大鯰) « le silure géant » ;
- l'araignée, dite kumo 蜘蛛 : tsuchigumo (土蜘蛛) et jorōgumo (絡新婦).

### Oni
Pour plus de précisions, voir Oni.
Un des aspects du yōkai le mieux connu du folklore japonais est l’oni(鬼), un monstre dont l'apparence généralement humanoïde évoque celle d'un ogre ou du diable, habituellement décrit comme ayant une peau rouge ou bleue, mais pouvant parfois avoir une teinte jaune ou noire. Ils ont une ou plusieurs cornes sur la tête, et leur visage est généralement marqué par des yeux exorbités et surtout une large bouche évoquant celle d'un fauve, remplie de crocs. Il est seulement revêtu d'un pagne en peau de tigre. Il porte souvent une masse géante de fer, appelée kanabō. Les oni sont la plupart du temps décrits comme des êtres démoniaques, mais ils peuvent occasionnellement personnifier une force naturelle ambivalente. Ils sont, comme beaucoup d’obake, associés à la direction du nord-est. Les oni sont associés à de nombreux éléments naturels, mais sont parfois associés à la foudre en particulier et confondus avec un kami appelé raijin. En effet, à la genèse du mythe, ce fut la crainte des phénomènes naturels, en particulier le tonnerre, qui engendra la croyance en des entités appelées « oni ». L'oni est un yōkai très récurrent dans le folklore japonais ; il apparaît dans de nombreux contes populaires comme Momotarō et est également au centre de fêtes traditionnelles comme setsubun. Les oni se subdivisent en de nombreux autres yōkai  comme les femmes oni appelées kijo (鬼女) ou encore le ushi-oni (牛鬼) « oni-bœuf ».

### Tengu
Pour plus de précisions, voir Tengu.
Les tengus (天狗) sont des créatures aviaires dont l'apparence varie ; certains d'entre eux évoquent tantôt des oiseaux anthropomorphes comme les karasutengu (鴉天狗), d'autres évoquent des lutins ou des génies, comme le daitengu (大天狗), généralement caractérisés par leur peau rouge, leur long nez et leurs éventails de plumes.
Ces derniers sont les plus populaires et sont dotés de plusieurs pouvoirs surnaturels et de connaissances poussées en arts martiaux. Les tengu sont originellement des démons extrêmement dangereux et des ennemis du bouddhisme. Mais, après des siècles, ils ont changé de nature en passant du stade d'esprits de damnés à celui de défenseurs actifs du Dharma.

### Tsukumogami
Les tsukumogami sont un type à part entière de yōkai et d’obake, comprenant ordinairement des objets domestiques qui prennent vie lors de leur centième anniversaire. Ce type inclut :
- bakezōri, sandales de paille ;
- biwa-bokuboku (en), luth ;
- chōchin-obake (en) ou burabura, lanterne en papier ;
- kasa-obake, vieux parapluies ;
- kameosa (de), vieilles jarres de saké ;
- morinji-no-kama, bouilloires ;
- mokumokuren, écrans de papier avec des yeux.

### Transformations d'humains

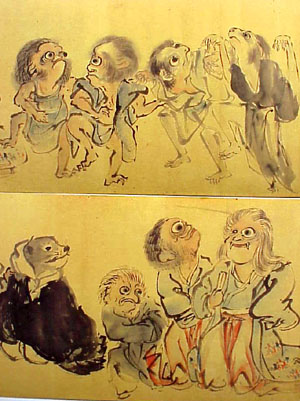
Ukiyo-e, estampe de yōkai de Kawanabe Kyōsai.

Un grand nombre de yōkai étaient des humains ordinaires à l'origine. Ils ont été transformés en quelque chose d'horrible, de grotesque à cause d'un état émotionnel extrême. Par exemple, les femmes qui souffraient de jalousie intense se transformaient en oni, démons femelles représentés par les masques hannya.
D'autres exemples de transformations d'humains ou de yōkai humanoïdes sont :
- rokuro-kubi, des humains capables d'allonger leur cou durant la nuit ;
- ohaguro-bettari, un visage spectral, habituellement féminin, affichant seulement une grande bouche noire et cruelle ;
- futakuchi-onna, une femme qui a une gueule vorace et monstrueuse derrière la tête ;
- dorotabō, le cadavre ambulant d'un fermier qui hante sa terre.

### Autres
Certains yōkai ont des habitudes extrêmement spécifiques, par exemple :
- azuki arai, un yōkai qu'on découvrira toujours en train de laver des haricots azuki ;
- akaname, trouvé seulement dans les salles de bain crasseuses, il passe son temps à lécher les salissures laissées par les propriétaires négligents ;
- ashiarai yashiki, un pied gigantesque qui apparait dans les pièces d'une maison et qui demande au propriétaire terrifié de le laver ;
- tōfu-kozō, un petit moine qui porte un plateau avec un morceau de tofu.

## Histoire

### Temps anciens et Moyen Âge
Au Ier siècle, un livre provenant de Chine, intitulé 循史伝, (Xún shǐyún, « Après l'histoire »), mentionne qu'un « spectre (yōkai) était à la Cour impériale depuis longtemps. Le roi en demanda la raison à Tui. Il répondit qu'il régnait là une grande anxiété et il recommanda de vider la chambre impériale » (久之 宮中数有妖恠 (妖怪) 王以問遂 遂以為有大憂 宮室将空), l'utilisation de « 妖恠 » « (yāo guài) » signifie alors « phénomène qui surpasse la compréhension humaine ».

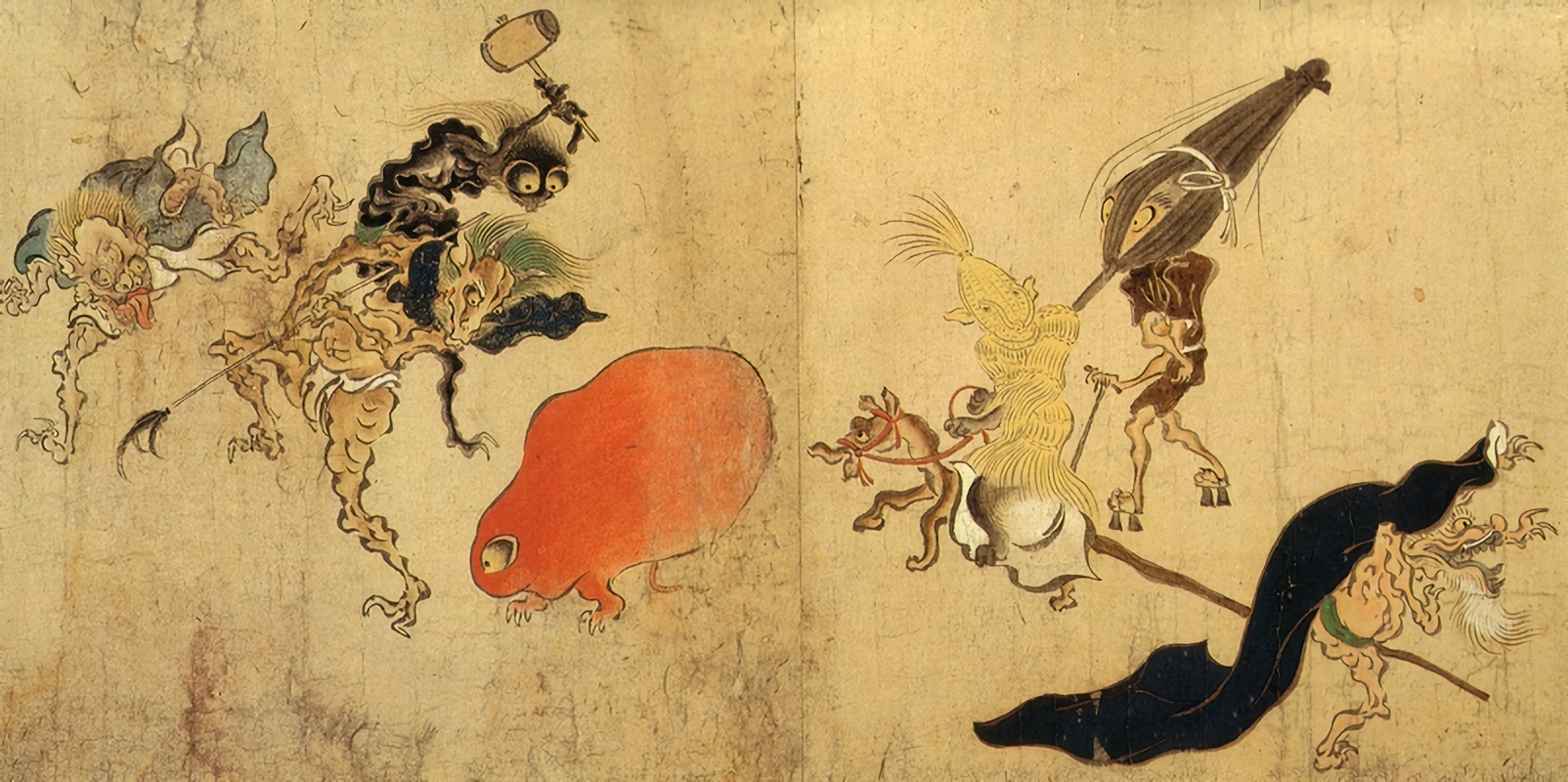
Rouleau enluminé de la procession nocturne des cent démons, artiste inconnu, période Muromachi.

Dans le Shoku Nihongi (772), il est indiqué qu'une « purification shinto est réalisée car un yōkai apparait très souvent à la Cour impériale (大祓、宮中にしきりに、妖怪あるためなり) ». L'utilisation du mot yōkai ne signifie pas une chose en particulier, mais des phénomènes étranges en général. Dans les Notes de chevet de Sei Shōnagon (XIe siècle), il est noté qu’« il y a des mononoke tenaces (いと執念き御もののけに侍るめり) » ; il y a aussi une indication de Murasaki Shikibu selon laquelle « le mononoke est devenu assez terrifiant (御もののけのいみじうこはきなりけり) ». C'est la première apparition du terme mononoke. Dans le Taiheiki (1370), au cinquième volume, il est indiqué que « Sagami no Nyudo n'était pas du tout effrayé par les yokai ».

### Période Edo

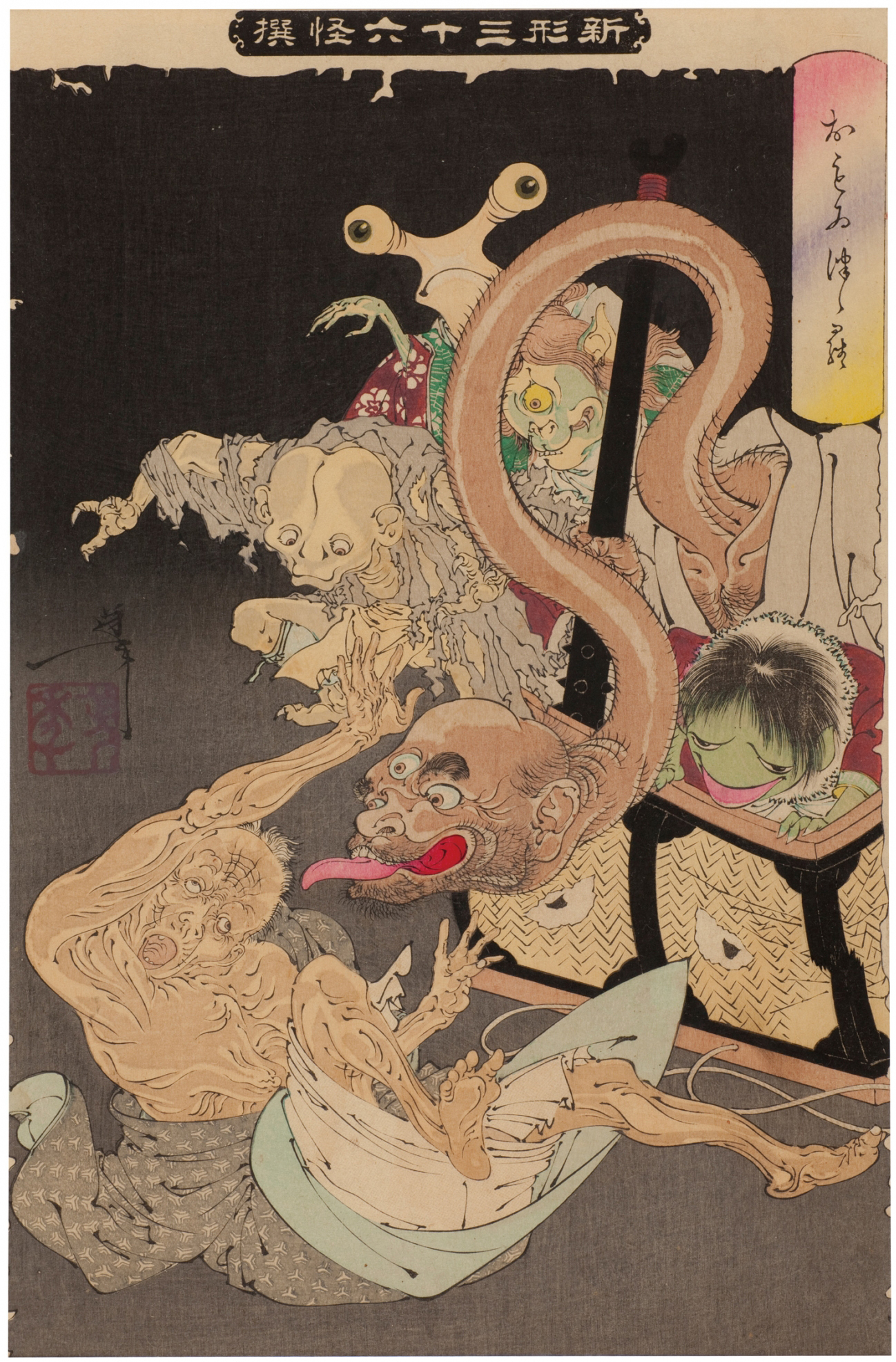
Toutes sortes de yokai volent hors d'un panier à linge en osier,, Yoshitoshi.

C'est à partir de l'époque d'Edo, vers le XVIIIe siècle, que les Japonais, en particulier les citadins d'Edo, commencent à apprécier les yōkai en tant que source de divertissement via les livres illustrés (kusazōshi), et non plus simplement comme des créatures terrifiantes à l'origine d'événements étranges qui échappent à toute explication rationnelle. Auparavant, les yōkai étaient des êtres que l'on rencontrait dans les montagnes, les rivières ou les océans, des lieux échappant au contrôle des hommes. Les yōkai permettaient ainsi d'avertir les ruraux des dangers du monde naturel, mais ne faisaient pas partie des préoccupations des urbains.
Le Bakemono chakutocho (1788) de Masayoshi Kitao était un livre diagramme kibyōshi de yōkai, mais il a été préfacé avec l'indication : « On peut dire que les prétendus yōkai dans notre société sont une représentation de nos sentiments relevant de la peur (世にいふようくわいはおくびょうよりおこるわが心をむかふへあらわしてみるといえども…). » Déjà, à cette époque, alors qu'il y avait des recherches sur les yōkai, des personnes se demandaient si les yōkai existaient vraiment ou non.
En réponse à un développement massif des publications imprimées, notamment de recueils de contes hyaku monogatari (« Cent Contes »), les librairies kashi-hon, qui proposaient la location de tels ouvrages, essaimèrent et gagnèrent en popularité. Ces livres donnaient l'impression au public que les caractéristiques de chaque yōkai étaient les mêmes partout au Japon et cette vision erronée se répandit à travers le pays.
Par exemple, avant la période Edo, il y avait foule d'interprétations sur les yōkai, qui étaient classifiés comme kappa mais, à cause de ces parutions, la notion de kappa s'ancra dans ce qui est la notion actuelle de kappa. Alors, en incluant d'autres sortes de publications, en plus des yōkai nés de légendes populaires, beaucoup de nouveaux yōkai furent créés, à partir de jeux de mots. Le Gazu hyakki yagyō de Toriyama Sekien en est un exemple. Et, lorsque le hyakumonogatari kaidankai devint populaire à l'époque d'Edo, on pensa qu'une des raisons de l'apparition de nouveaux yōkai était une demande faite aux conteurs de parler des yōkai qui n'étaient pas encore connus de la société. Il y a eu des exemples où des individus ont simplement créé de nouveaux yōkai comme pour le karakasa et le tōfu-kozō.
Ils sont aussi fréquemment représentés dans les ukiyo-e. Des artistes comme Utagawa Kuniyoshi, Yoshitoshi, Kawanabe Kyōsai, et Hokusai ont dessiné des yōkai populaires ; on trouve également des livres, tel le Hyakki yagyō, créés par des artistes de l'École Kanō.
À notre époque, les jouets et les jeux comme le karuta, sugoroku, pogs utilisent fréquemment les yōkai comme personnages. En conséquence, avec le développement des publications, les représentations de yōkai qui étaient gardées au sein des temples et des sanctuaires sont devenues plus familières aux gens. C'est la raison pour laquelle les yōkai, après avoir été tant redoutés, sont devenus un symbole bienveillant.

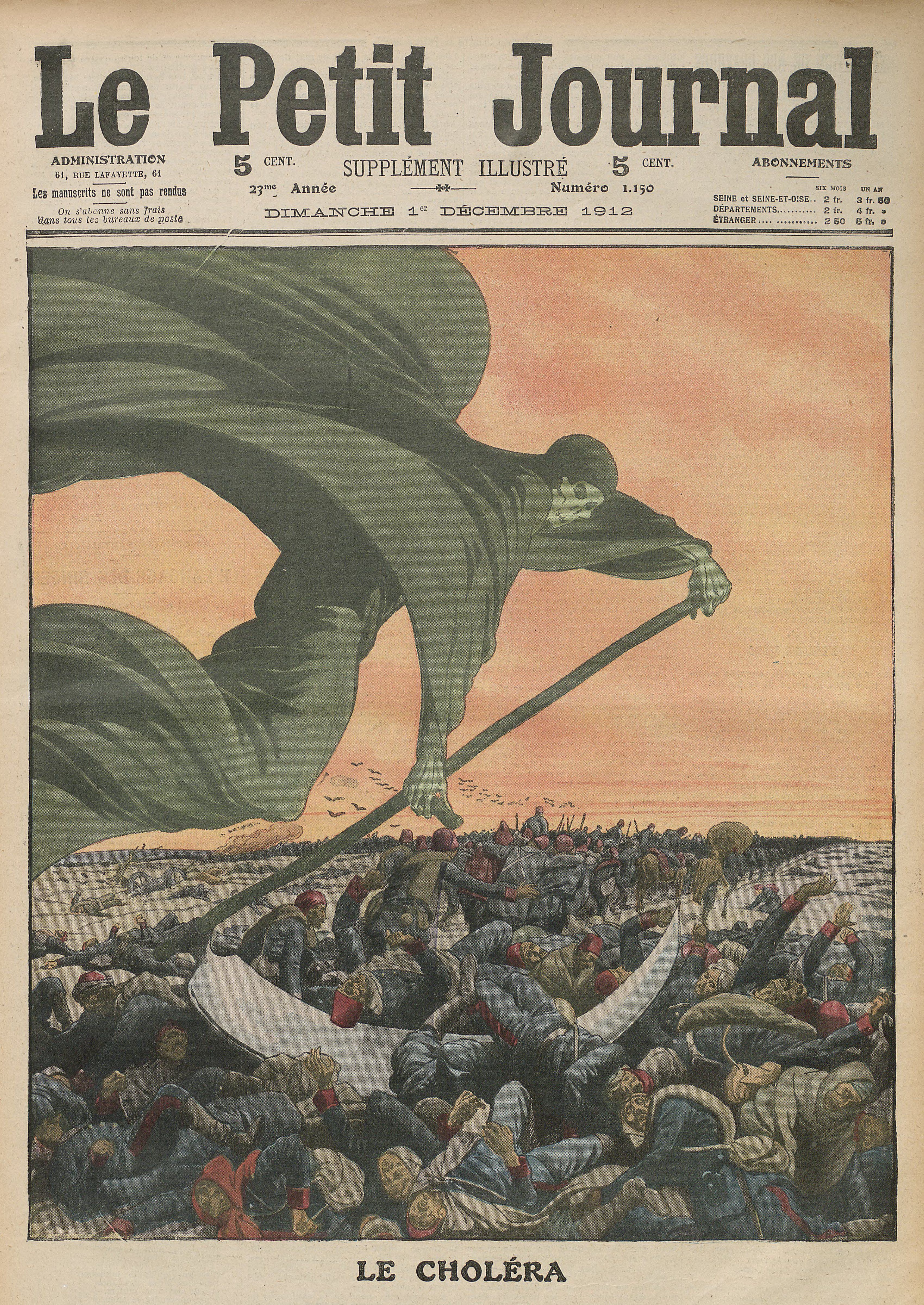
Shinigami, figurant le choléra s'abattant sur l'armée.

### Ère Meiji et après
Avec la restauration de Meiji, les traductions et l’idéologie des publications occidentales commencèrent à exercer une influence et les contes étrangers étaient particulièrement recherchés. Les binbōgami, yakubyogami, et shinigami seraient issus de l’ouvrage des frères Grimm Godfather Death et de l'opéra italien Crispino. Le shinigami ayant été représenté dans des spectacles littéraires classiques (rakugo), entre autres par l’auteur San'yūtei Enchō, ces créatures furent identifiées à tort comme des sortes de yōkai ou de kami authentiquement japonais et ont tenu une place considérable dans la culture niponne.
Au même moment, la culture classique japonaise a été dévalorisée et des chansons, des danses et des livres de légendes ont été perdus. La pensée scientifique était considérée comme supérieure et les yōkai et autres superstitions furent remis en question. Mais, de la fin de la période Edo jusqu'aux périodes Showa et Heisei, les publications des folkloristes de l'époque, ainsi que le respect du folklore, jouèrent un rôle indéniable pour prévenir la disparition de la culture populaire japonaise.

### Époque contemporaine
De l'époque moderne jusqu'à présent, les yōkai ont été réintroduits dans diverses sortes de médias et ils sont bien connus de tous, âges et sexes confondus. Le kamishibai d'avant-guerre, l'industrie des mangas, les magasins kashi-hon (qui ont continué d'exister jusqu'en 1970) et la télévision contribuèrent à faire connaitre les yōkai et à les rendre familiers. De nos jours, ils sont un pôle d'attraction touristique pour redynamiser diverses régions, comme les endroits décrits dans le Tōno monogatari à Tōno dans la préfecture d'Iwate, et dans la préfecture de Tottori, lieu de naissance de Shigeru Mizuki. À Kyoto se trouve un magasin appelé Yokaido, un machiya (maison de style traditionnel de Kyoto) rénové, dont le propriétaire organise des visites guidées avec, pour thème, les yōkai de Kyoto.
Ainsi, les yōkai apparaissent dans les légendes sous diverses formes, mais les récits oraux traditionnels racontés par les anciens sont rares ; les situations régionales et l'arrière-plan uniques ne sont pas faciles à réunir. Par exemple, le yōkai classique représenté par le tsukumogami peut seulement avoir une réalité pour ceux qui vivent proches de la nature, tel le renard ou le tanuki. De plus, dans les banlieues et les autres régions, même si les gens vivent dans un environnement agricole, certains objets ne sont plus utilisés, tels la pierre à encre, le kama (gros pot de cuisson), ou le tsurube (seau pour l'eau du puits). Et il existe des yōkai qui sont des réminiscences des anciens modes de vie tels l’azukiarai et le dorotabō .
Par conséquent, même les campagnards nés entre 1925 et 1935 — excepté ceux qui ont migré en ville — auront l'impression que ces choses qui se transforment en yōkai ne sont « pas familières » et « peu compréhensibles ». Cela se vérifie dans le rakugo classique car, bien que les gens comprennent les mots et qu'ils s'y réfèrent, ils ne sont pas capables d'imaginer que cela puisse avoir la moindre réalité. La modernisation de la société a donc eu un effet négatif sur la place des yōkai dans la culture classique japonaise.
D'un autre côté, les yōkai introduits par les médias ne sont pas limités à ceux des sources folkloriques classiques et, exactement comme à l'époque d'Edo, de nouveaux yōkai fictionnels font leur apparition, pour preuve les récits à propos de kuchisake-onna ou d’Hanako-san, donnant naissance à de nouveaux yōkai. À partir de 1975, en débutant par la popularité de kuchisake-onna, ces affabulations ont pris le nom de yōkai dans les médias. Cette terminologie a aussi été utilisée dans de récentes publications sur les légendes urbaines et l'auteur Bintarō Yamaguchi les utilise fréquemment.
Durant les années 1970, beaucoup de livres ont été publiés qui présentaient les yōkai, que ce soient des encyclopédies, des livres de références illustrés, des dictionnaires ou des livres d'horreur pour enfants mais, en parallèle avec les yōkai classiques comme le folklore, les kaidan et les essais, il a été démontré par les recherches contemporaines que ces yokai n'étaient pas issus de la culture classique et qu'ils avaient été nouvellement créés. Parmi les exemples bien connus, il y a le gashadokuro et le jubokko. Arifumi Sato par exemple est connu pour être un créateur de yōkai modernes et Shigeru Mizuki est un mangaka de yōkai.
Dans les écrits concernant les yōkai, il est possible de trouver des yōkai créés récemment,, et Mizuki lui-même, à travers GeGeGe no Kitaro, a créé 30 nouveaux yōkai. Le fait que certaines critiques ont émergé à propos du mélange des yōkai traditionnels avec les yōkai récents a remis en lumière les traditions et les légendes,. Cependant, étant donné que beaucoup d'écrivains de la période Edo, comme Sekien Toriyama, ont créé de nombreux yōkai, il y a aussi un autre avis selon lequel il est inutile de critiquer les créations contemporaines sans faire de même pour les créations classiques. De plus, il y a une opinion favorable qui dit que d'introduire divers personnages yōkai à travers ces livres nourrit la créativité et le développement émotionnel des jeunes lecteurs actuels.

## Dans les médias
Diverses sortes de yōkai sont rencontrés dans le folklore et dans l'art et la littérature inspiré du folklore.
Le recueil de kaidan japonais de Lafcadio Hearn, titré Kwaidan ou Histoires et études de choses étranges, inclut des histoires de yūrei et de yōkai, telle Yuki-onna, et c'est l'une des premières publications occidentales de la sorte. Au Japon, les yōkai sont particulièrement dominants dans les mangas, les anime et la J-Horror.
Le mangaka Shigeru Mizuki, créateur de séries (GeGeGe no Kitaro et Kappa no Sanpei) contribue à maintenir la présence des yōkai dans l'imaginaire populaire. Drawn and Quarterly, pour la version anglaise, a publié quelques-uns de ses travaux sur les yōkai, tels Kitaro et NonNonBa, disponibles en version française aux Éditions Cornélius. Il en est de même pour Hiroshi Shiibashi, le mangaka créateur de Nura : Le Seigneur des Yokaï (ぬらりひょんの孫, Nurarihyon no Mago).
Dans les ouvrages de fiction contemporains, les yōkai sont un thème récurrent. Ils ont été les vedettes de la série de films des années 1960 Yokai Monsters (en). Takashi Miike en a réalisé un remake en 2005 sous le titre The Great Yokai War. Ils ont souvent des rôles majeurs dans la fiction japonaise.
Dans les romans fantastiques Les Sœurs de la lune de Yasmine Galenorn, l'un des personnages s’appelant Morio est un yōkai kitsune (démon renard).
L'histoire du manga Dandadan de Yukinobu Tatsu est inspiré de yōkai. On peut y retrouver des esprits comme un Tsuchinoko et d'autres.

## Dans les jeux vidéo

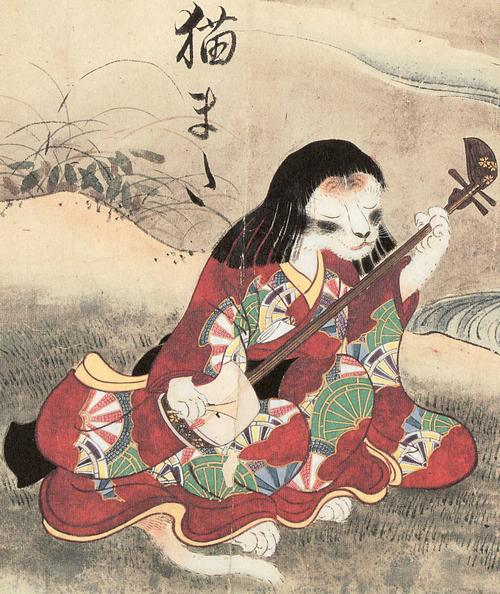
1737, Nekomata (猫又) du Hyakkai-Zukan (百怪図巻)

Dans la franchise Pokémon, certains pokémons sont inspirés de Yōkai (Exemple : Soporifik, Mentali, Feuforêve, Feunard et bien d'autre)
Dans Yo-kai Watch, le héros se lie d'amitié avec des yōkai pour la plupart inspirés des traditions. Cependant, pour quelques-uns, les sources d'inspirations sont plus modernes. Ces jeux sont souvent comparés à Pokémon où certaines créatures sont également inspirées des yōkai.
On retrouve également de nombreux yōkai dans Ōkami, jeu entièrement inspiré de la mythologie japonaise, ainsi que dans la série de jeu Touhou Project, qui a fait des yōkai des personnages importants de son univers. Présents dans Gensokyo, ils remplissent souvent le rôle d'antagonistes.
Ils sont implantés comme l'une des entités hostiles principales dans Nioh, et sont mis à l'honneur dans la deuxième affaire de Phoenix Wright: Ace Attorney - Dual Destinies.
Enfin, dans Animal Crossing, des personnages y font référence. Par exemple, Amiral est un kappa, Tom Nook est un tanuki et Rounard est un kitsune.
Dans Monster Hunter Rise, la majorité des nouveaux monstres sont des références directes aux yōkai. Par exemple, l'Aknosom est un Kasa-obake et le Tetranodon un kappa.
Dans Ghostwire: Tokyo, on retrouve également un très grand nombre de yōkai. Par exemple, Zashiki warashi, qui est un esprit espiègle vivant dans les maisons.
Dans Overwatch 2, il y a un personnage nommé Kiriko étant capable d'invoquer un kitsune[réf. nécessaire].
Dans les jeux Persona, on retrouve de nombreux yōkai comme Tengu ou encore Nekomata.